# História do Sport Club Internacional

## Fundação

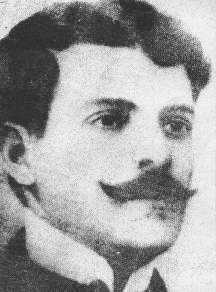
Henrique Poppe, um dos fundadores do Internacional.

A história tradicional coloca os comerciários vindos de São Paulo, José, Luiz e Henrique Poppe como os principais responsáveis pela criação do Sport Club Internacional.
Porém, não reside nos irmãos Poppe os alicerces que precederam e deram cabo na fundação de um clube com a complexidade do Internacional, sendo o irmão Henrique é o único envolvido ativamente na fundação do clube. Os Poppe, enquanto migrantes vindos do estado de São Paulo (estado) no ano de 1901, se estabeleceram rapidamente como membros frutíferos da comunidade e Henrique em pouco tempo se torna um personagem conhecido como jornalista prolífico e um mobilizador político atuante, trabalhando em veículos como o jornal A Federação ligado ao Partido Republicano Rio-Grandense, e também colaborando com os jornais da comunidade afro-riograndense da época, como o jornal O Exemplo,.
O contexto em que Poppe e as outras dezenas de pessoas que acabaram originando o clube envolve o contexto do lugar e do tempo a qual ele se passava, Anos antes da fundação do clube, e com a já existência do futebol em terras gaúchas e porto-alegrenses (dentre eles o Fussball Club Porto Alegre e igualmente o clube que se tornaria o notório rival, o Grêmio Foot-Ball Porto Alegrense, ambos os clubes ligados aos setores da alta burguesia local e essencialmente clubes da colônia germânica) o grupo que se tornaria o coletivo que fundou o S.C. Internacional já se reunia em locais do Centro Histórico de Porto Alegre e principalmente no bairro Cidade Baixa (Porto Alegre). O grosso do grupo eram estudantes secundaristas, a maioria vinda do interior do estado, cujos pontos de encontro eram locais da região da Cidade Baixa (em especial da regiao do Areal da Baronesa) e notoriamente o estúdio de fotografia de Júlio Calegari, em frente ao Porto de Porto Alegre.
Esse grupo de jovens rapazes e algumas moças - cuja idade girava em torno de 16 até 20 anos de idade - habitavam o centro histórico e partes da atual Cidade Baixa, e esse se torna o primeiro elo do Internacional, antes mesmo de sua fundação, com a comunidade negra riograndense, pois estes jovens frequentavam e criaram elos com os espaços ancestrais da citada comunidade. Não por acaso o clube, em sua aurora, e também pela ligação com o carnaval da cidade, foi amplamente recebido e adotado como um representante da comunidade afro-riograndense em uma época em que havia ampla segregação de espaços na cidade.
A reunião de fundação foi marcada para o dia 4 de abril de 1909, na avenida Redenção nº 141 (hoje avenida João Pessoa, 1025 - em frente à José Bonifácio), na casa de João Leopoldo Seferin. O número de interessados surpreendeu, teriam sido cerca de 40 pessoas, entre as quais estavam comerciários, estudantes, funcionários públicos, trabalhadores do cais do porto e (de acordo com historiadores) também pessoas da comunidade afro-riograndense, na época uma atitude de extrema coragem e que gerou inclusive discussões internas no evento. Todos se mantiveram na reunião, e ali estava sendo lançada a semente que se tornaria o clube.
Por anos aparecia o mito de que os Poppe tentaram ingressar no rival, o Grêmio - e que teriam fundado o Internacional por despeito após serem rechaçados. E essa hipótese, da mesma forma que o mito de que o Internacional seria um clube fundado por italianos em oposição ao germanismo do rival, se mostra falsa na medida que os irmãos Poppe sabiam do caráter germanista do clube em questão e de não existir qualquer registro ou relato de que houve tal intenção.

### Primeira diretoria
A primeira diretoria colorada foi escolhida em uma reunião na noite de 11 de abril de 1909. Como primeiro presidente, foi escolhido o dono da casa, João Leopoldo Seferin, de apenas dezessete anos. Mas o presidente de honra tinha que ser mais velho e com prestigio indiscutível na cidade. E assim ocorreu. Foi escolhido para o cargo o Chefe do Asseio Público da Intendência Municipal e líder político distrital, capitão Graciliano de Faria Ortiz, que também era sogro do jovem orador Henrique Poppe Leão. O Internacional foi fundado por uma audição majoritariamente jovem, com menos de 20 anos, das mais diversas etnias e classes sociais.
Importante notar que o Internacional nasce de uma mescla de pessoas muito jovens - o primeiro presidente sendo menor de idade pelos parâmetros atuais - e alguns patronos como o Capitão Gracilliano Ortiz. Naturalmente, o futebol no começo do século XX era um esporte extremamente elitizado, e a figura tanto de Ortiz quanto de Poppe - membros já notórios da comunidade porto-alegrense - serviram como um chamariz e um elemento balizador da nova instituição.

### A origem do nome, uma distorção histórica
No começo do século XX muitos clubes eram identificados com colônias de imigrantes de determinada etnia ou nacionalidade, por exemplo, o Palestra Itália paulista, em relação aos italianos e o Vasco da Gama, em relação ao imigrantes portugueses. Já o nome "Internacional" identificava diversos clubes que não eram fechados para grupos étnicos, entre eles o Sport Club Internacional (São Paulo), que havia sagrado-se Campeão Paulista de 1907 e que talvez tenha inspirado o nome do colorado.
Entretanto, durante a Segunda Guerra Mundial, houve diversas perseguições aos imigrantes alemães e italianos, países contra os quais o Brasil estava em Guerra. Nessa onda de nacionalismo, o Palestra Itália de São Paulo mudou de nome passando a se chamar "Palmeiras", enquanto o homônimo de Minas Gerais se tornou "Cruzeiro". Plantou-se na imprensa a tese de que o Internacional fora fundado por italianos e que seu nome era em homenagem à Internazionale de Milão. Ocorre que o clube milanês foi fundado apenas um ano antes do Internacional e só havia jogado duas partidas, numa época em que os recursos de comunicação eram bastante precários, ainda mais tratando de apenas mais um entre os milhares de clubes para a prática de futebol que surgiam naquele período no Brasil e no Mundo. Além disso, a família Poppe, que chegou em Porto Alegre em 1901, seria de origem holandesa tendo diversos antepassados no Estado de Pernambuco.
Há uma corrente antiga que comenta que o nome Internacional seria, na época, como um flerte com o Comunismo, ou também com a ideia de Internacionalismo que existia com força no seio da comunidade estudantil no período. Essa hipótese era tomada como verdade pelo ex-dirigente e político gaúcho Ibsen Pinheiro: Segundo ela, uma instituição que havia sido pensada, fomentada por tantos anos, não teria um escolha de nome tão pueril quanto a homenagem a um clube paulistano relativamente irrelevante - ainda mais se tratando de uma platéia formada inteiramente por gaúchos, com a exceção de Poppe e um par de uruguaios (entre eles, Florêncio Ygartua). Como nota o pesquisador Tiago Vaz e também o falecido dirigente, há um nítido sentido político em se fundar um clube democrático, aberto para todos, e obviamente uma forma de desafiar o status-quo do esporte na época, que eram os clubes étnicos de origem burguesa, como o que se tornaria seu histórico rival.

### Escolha das cores
Após a criação do clube, na terceira reunião foram escolhidas as cores vermelho e branco.
Todos os jovens que ali estavam também apreciavam o carnaval porto-alegrense e se dividiam entre os Venezianos, de cores vermelho e branco e a Sociedade Esmeralda, de cores verde e branco. Os Venezianos eram maioria nesta reunião e assim o vermelho e branco ficou sendo a cor do novo clube, embora os Poppe quisessem ainda acrescentar o preto, em homenagem à bandeira de São Paulo , opção que historicamente não possui qualquer lastro histórico e que, especialmente na década de 30 na comemoração do centenário da Guerra dos Farrapos (onde o sentimento de gauchismo, ou pertencimento, estava aflorado) foi aclamada e utilizada como forma de tornar o clube "menos gaúcho" que o rival.
O torcedor do Internacional é chamado de "colorado", em menção a cor vermelha da camisa do time.
Há uma questão fundamental na formação do clube nessa reunião: aqui ocorre a primeira cisão que se tornaria uma marca permanente no Internacional. Os representantes da sociedade Esmeralda se colocam como um grupo presente minoritariamente dentro do clube, uma corrente cujo lastro histórico não sabemos o quão longo foi mas que pode ter laços inclusive com o antigo presidente Antenor Lemos dos anos 1920. Essa presença formaria no decorrer dos anos o espírito institucional do clube: amplamente democrático, ferrenhamente disputado, às vezes até mesmo a exaustão.

### Primeiro uniforme
O primeiro uniforme do Internacional foi feito por Humbertina Fachel, irmã de dois fundadores do clube. A camisa possuía listras verticais simétricas vermelhas e brancas, gravatas nas duas cores, calções brancos e meias pretas.
Logo depois do insucesso contra o Grêmio, alguns meses após a fundação, e com a demissão do primeiro presidente, o Internacional adotou aquele que viria a ser seu uniforme atual: camisas vermelhas, escudo na altura do coração, frisos brancos nas mangas e golas, calções e meias pretas (hoje brancas).
Depois, vários modelos apareceram: a camiseta branca com uma faixa diagonal vermelha; a camiseta totalmente branca, calções e meias vermelhas; meias cinzas. Além disso, os uniformes de treinamento também sofreram alterações, ultimamente aderindo às cores dourada, além do cinza.

### Primeiro distintivo
O primeiro distintivo do Sport Club Internacional era formado com as iniciais - SCI - bordadas em vermelho sobre fundo branco, sem a borda também vermelha que apareceu logo em seguida. Foi na década de 1950 que aconteceu a inversão, com a combinação de letras passando a ser branca sobre fundo vermelho.
Em 1977 são acrescentadas duas estrelas em cima do escudo, em referência aos dois títulos brasileiros. Em 1979, uma nova estrela envolta em louros é adicionada, para lembrar o tri-campeonato invicto. Em 1992, com a conquista da Copa do Brasil, o escudo passa a ser adornado com quatro estrelas. Ao vencer a Copa Libertadores da América, em 2006, uma quinta estrela é colocada sobre as outras. Em virtude da conquista da Copa do Mundo de Clubes da FIFA, o escudo do Internacional passou por uma reformulação. O clube ostentava 6 estrelas no peito: três do Campeonato Brasileiro, uma da Copa do Brasil, uma da Copa Libertadores da América e outra da Copa do Mundo de Clubes da FIFA, as quais foram substituídas pela tríplice coroa, que é composta das conquistas da Copa Libertadores da América, Copa do Mundo de Clubes da FIFA e Recopa Sul-Americana e por dois ramos de louro na base do escudo representando o título brasileiro de 1979, sendo este de forma invicta. No ano do centenário do clube, optou-se por uma forma mais limpa, com o distintivo ganhando uma borda com os dizeres "S.C. Internacional 1909", eliminando outros acréscimos.

## Primeiras partidas
O Internacional realizou seus primeiros treinamentos já no primeiro mês de fundação, em abril de 1909, num terreno da Rua Arlindo, na Ilhota. Mas o time nem chegou a jogar ali, ficando no local apenas um ano, pois as inundações eram frequentes. Atualmente neste local fica a Praça Sport Club Internacional no bairro Azenha.
Para marcar definitivamente a rivalidade entre os dois maiores clubes do Rio Grande do Sul, os dirigentes do clube convidaram o Grêmio (já com seis anos de experiência) para disputar o primeiro clássico Grenal da história. No dia 18 de julho do mesmo ano, o Internacional realizou sua primeira partida, no estádio do Grêmio (Baixada), situado no Bairro Moinhos de Vento. O resultado não poderia ser pior para o Inter, que com apenas três meses de fundação, perdeu por 10 x 0 para o Grêmio.
No dia 7 de setembro de 1909, com cinco meses de vida, o Internacional obteve seu primeiro empate contra uma equipe considerada de primeira linha na época: 0 a 0 contra o Militar Football Club, que no ano seguinte seria o campeão citadino. Mas a primeira vitória viria ainda neste ano, no dia 12 de outubro contra o mesmo Militar, por 2 a 1. Esta foi a primeira de muitas vitórias do clube.
Em 1910, o clube foi transferido para um campo da Várzea, Parque da Redenção, local que hoje ficaria entre o Hospital de Pronto Socorro e o Colégio Militar. O lugar possuía até um elegante pavilhão para mil pessoas. Em 1911, o lateral-direito Benjamin Vinholes marcou o primeiro gol colorado contra o Grêmio, no 10 a 1 para o tricolor Gaúcho.
Expulso da Várzea, o Inter foi procurar um outro campo e, em 1912, o novo presidente do clube (Julio Seelig) conseguiu alugar um campo em uma alameda próxima ao início da Rua José de Alencar, a Chácara dos Eucaliptos. Em 1928, o dono da Chácara resolve colocá-la a venda e dá prioridade ao Inter, que não possuía o dinheiro para realizar a compra. No ano seguinte o presidente recém eleito, Ildo Meneghetti, encontra um terreno disponível na Rua Silveiro, Bairro Menino Deus e o compra. Naquele local foi erguido o primeiro estádio, conhecido como Estádio dos Eucaliptos. O estádio, inaugurado em março de 1931, possuía gramado de futebol, instalações sociais, ginástica e outros esportes.

## Primeiros títulos

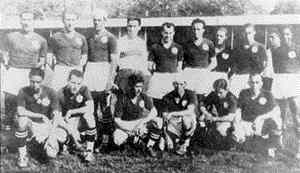
Inter campeão do Citadino de Porto Alegre de 1922.

Em 1913, o Internacional conquistou seu primeiro título, e de forma invicta: o do campeonato metropolitano de Porto Alegre. Esse feito seria repetido no ano seguinte, em 1914. Apesar dos progressos, o incômodo dos Grenais permanecia e perturbou a vida de colorados até 1915, quando finalmente venceu o Grêmio por 4 a 1. O dirigente Antenor Lemos gritava "Está quebrado o lacre, esta quebrado o lacre". Em julho de 1916, o Inter aplicou mais uma goleada no rival: 6 a 1, já na Chácara dos Eucaliptos. O ponta-esquerda Francisco Vares o grande herói colorado na partida, fazendo todos os seis gols do Inter.
Nesta primeira fase do Internacional, a importância dos estudantes foi tanta que os campeonatos citadinos vencidos sucessivamente em 1913 a 1916 de forma invicta, e 1917, só foram interrompidos em 1918, por força do surto da febre espanhola. As escolas e as faculdades suspenderam as aulas com receio de contágio - e o Internacional ficou praticamente sem time.
A partir da década de 1920, o Inter abriria a sua sede e daria lugar no seu time aos jogadores que pertenciam às muitas ligas que organizavam competições entre clubes representativos de negros (a famosa Liga da Canela Preta, por exemplo), de funcionários públicos, de funcionários do comércio e de estivadores.
Em 1928, um jogador negro veste pela primeira vez a camisa colorada. Chamava-se Dirceu Alves e atuava na defesa. Multicampeão metropolitano, faltava ao Internacional o reconhecimento estadual. Isso aconteceu em 7 de setembro de 1927, quando o Inter sagrou-se Campeão Gaúcho pela primeira vez, ao vencer o Bagé no estádio da Baixada (antigo estádio do Grêmio) por 3 a 1, em dois tempos de 40 minutos. Nessa época, o campeonato gaúcho era decidido entre o campeão da capital e o campeão do interior.

## Primeiro estádio
No ano de 1928, o Asilo da Providência (dono da Chácara dos Eucaliptos) resolveu vender o terreno, dando preferência ao Internacional, embora o preço fosse alto. Mas o Inter não se interessou pelo terreno e, sem sede, esteve próximo de fechar as portas.
Até que o engenheiro Ildo Meneghetti iniciou uma campanha de arrecadação de dinheiro para comprar um terreno no bairro Menino Deus. Depois de 20 anos utilizando campos alheios, o colorado finalmente adquiria uma propriedade. O Estádio dos Eucaliptos, com suas arquibancadas de madeira que abrigavam aproximadamente 10 mil pessoas, já era uma realidade.
No dia 15 de março de 1931, o Internacional inaugurava o "majestoso" Estádio dos Eucaliptos. Nada melhor do que convidar o Grêmio para a primeira partida no novo campo. No Grenal de inauguração deu Inter: 3 a 0 no rival, todos os gols marcados por Javel. Em reconhecimento ao seu grande esforço, o Internacional homenagearia o presidente Ildo Meneghetti, anos mais tarde, com o título de patrono colorado. O Estádio dos Eucaliptos seria a casa colorada até o aparecimento do Beira-Rio, em 1969.
Ainda no ano de 1931, o clube faria a sua primeira viagem fora do Rio Grande do Sul, e também a primeira fora do Brasil. A ocasião deve-se ao amistoso realizado contra o uruguaio Oriental, no dia 25 de maio em Rivera, no Uruguai. O Internacional venceu a partida amistosa por 4 a 2.
Começa a grande mudança social do clube. Com o segundo título estadual em 1934, os jogadores já recebiam alguma forma de remuneração para jogar futebol. O time não era mais formado por tios, primos, filhos, e amigos da família. Estavam em campo jogadores das ligas periféricas, gente mais simples, alguns pobres, e negros. Também foi nesta época que se construía a eterna rivalidade do futebol gaúcho.

## Rolo Compressor

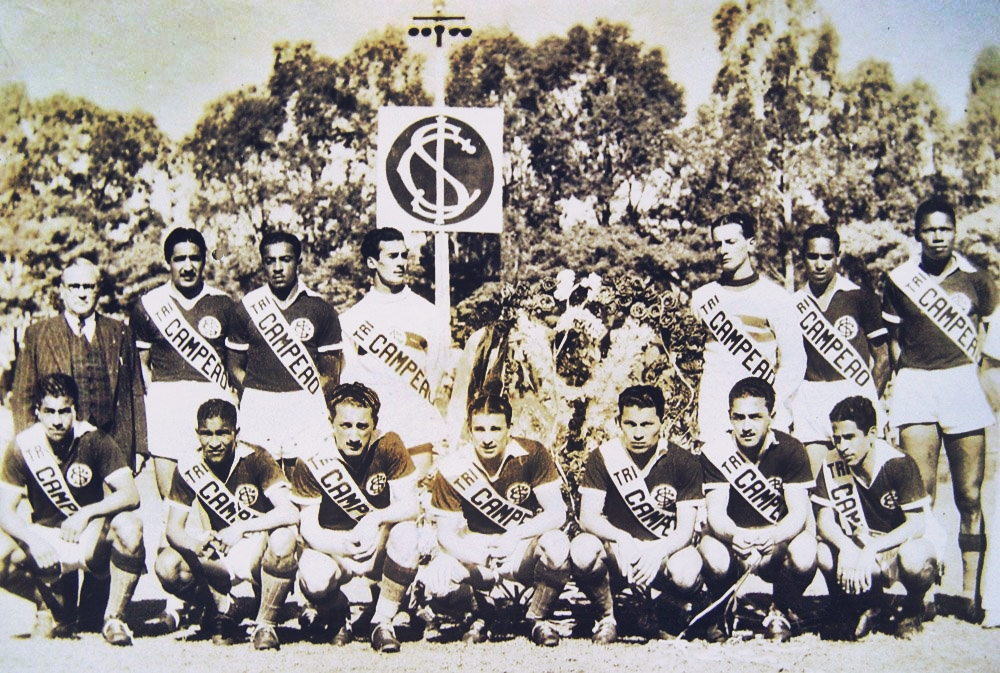
Equipe do Internacional em 1942, ano em que o Rolo Compressor conquistou seu terceiro Campeonato Gaúcho consecutivo. Do time titular, cita-se o goleiro Ivo Winck, os zagueiros Alfeu e Nena, os três médios Assis, Ávila e Abigail e o ataque de Tesourinha, Russinho, Vilalba, Rui e Carlitos

O Rolo Compressor era um time extremamente ofensivo formado pelo dirigente Hoche de Almeida Barros (o Rocha), quando assumiu a presidência do clube em 1940. No Rolo, se consolidavam aos poucos as peças de um time de futebol que seria invencível. No ataque, destacava-se Carlitos, o maior goleador da história do futebol gaúcho, marcando 485 gols.
Quem criou a expressão "Rolo" foi Vicente Rao, o maior Rei Momo de Porto Alegre, cujo reinado foi de 22 anos (de 1950 a 1972). Jogador do Internacional na década de 1920 (inclusive fazendo parte do grupo de jogadores que conquistou o primeiro Campeonato Gaúcho do Inter, em 1927), acabou sendo inscrito na história do clube como o seu insuperável animador de torcida. Gostava de futebol e da juventude, tanto que foi ele quem criou as primeiras escolinhas de futebol do Internacional.
Aliás, Vicente Rao era um caso de "coloradismo" patológico e fatal: nasceu justamente em 4 de abril, data de aniversário de seu clube do coração. Se divertia em dizer que não havia nascido: foi inaugurado. Rao fazia desenhos dos jogadores do Inter e do time todo, em forma de um rolo compressor, amassando todos os adversários. Depois, levava suas charges pessoalmente aos jornais.
É deste tempo também o surgimento das grandes faixas com inscrições de apoio, bandeiras e entradas do time em campo abaixo de papel picado, uma barulhada de sinos, sirenes e foguetes. Por iniciativa de Rao, também, surge nesta mesma década prodigiosa a primeira torcida organizada do Internacional e do Estado, denominada "Departamento de Cooperação e Propaganda".
Na década de 1940, a grande equipe do Internacional teve um retrospecto avassalador contra o rival: em 28 Grenais venceu dezenove, empatou cinco e perdeu apenas quatro. Nesta mesma época, conquistou o hexacampeonato estadual (de 1940 a 1945), sendo que em 1942, 1943 e 1945 foi invicto.
Em 18 de novembro de 1945, o Internacional ganhou o inédito título de hexacampeão gaúcho, na Timbaúva, estádio do Força e Luz, jogando contra o Pelotas. A partir daí é que o apelido de Rolo Compressor dado por Vicente Rao ganhou fama. Os grandes clubes do eixo Rio-SP apareciam com propostas milionárias, mas os jogadores recusavam-se a sair de Porto Alegre.
O time mais ofensivo de todos os tempos já surgido no Rio Grande do Sul durou praticamente toda a década, e teve um sucessor, o "Rolinho" comandado pelo inesquecível Teté nos anos 1950.

## Porto Alegre e a Copa do Mundo de 1950
O Estádio dos Eucaliptos foi palco dos jogos da primeira fase da Copa do Mundo de 1950. Para isso, precisou ser submetido a uma série de reformas, nas quais refletiram principalmente na alteração nas dimensões do gramado e ampliação da capacidade do estádio, atendendo às exigências da FIFA. A prefeitura de Porto Alegre contribuiu com a doação de Cr$ 500.000,00 para as melhorias.
O gramado foi cercado por tela e passou a medir 108 metros de comprimento por 72m de largura; dois túneis para o acesso dos jogadores ao campo foram construídos; postes de iluminação foram instalados, bem como cabines para a imprensa.
Partidas realizadas no Estádio dos Eucaliptos:
- 28 de junho de 1950 - 18h15
  - México 1 x 4 Iugoslávia
- 2 de julho de 1950 - 15h40
  - México 1 x 2 Suíça

Curiosamente, na partida contra a Suíça, a seleção mexicana jogou com uniforme do Cruzeiro de Porto Alegre, pois o árbitro da partida considerou que a diferença entre o grená do México e o vermelho da Suíça era pouca, exigindo a troca de uniforme de uma das equipes. Como a seleção mexicana não possuía uniforme reserva, teve que atuar com camisetas de um dos clubes locais. O Inter, dono do Eucaliptos, não poderia emprestar seu uniforme, pois era vermelho tal qual o da Suíça. O Grêmio também não, pelo fato de sua sede ser longe do local da partida. Portanto, o escolhido foi o Cruzeiro, pois sua sede localizava-se no bairro Azenha, bem próximo ao Estádio dos Eucaliptos.

## Primeiras participações em competições nacionais
O ano de 1967 marca a definitiva entrada do Internacional no cenário do futebol brasileiro. Até ali, a presença de clubes de fora do eixo RJ-SP se resumia a esporádicas presenças na Taça Brasil, um torneio rápido e em fases eliminatórias, instituído em 1959, e que durou até 1968, reconhecido recentemente pela CBF como Campeonato Brasileiro; o Inter disputou a edição de 1962, quando foi eliminado nas semifinais pelo Botafogo, terminando em um honroso 3º lugar.
Finalmente, em 1967, o Torneio Rio-São Paulo foi estendido a dois clubes do Rio Grande do Sul, dois de Minas Gerais e um do Paraná, criando-se o Torneio Roberto Gomes Pedrosa (ou "Robertão"). O Inter foi logo se destacando, terminando seu primeiro campeonato nacional como vice-campeão do país.
A histórica vitória de 1 a 0 sobre o Corinthians, gol de Lambari em pleno Estádio Pacaembu, aconteceu no dia 28 de maio de 1967. O Corinthians havia vencido suas quinze partidas anteriores e parecia imbatível. Essa foi a primeira vitória de um time gaúcho frente a um time paulista em São Paulo. Na temporada seguinte, em 1968, o Colorado repetiu o segundo lugar no "Robertão".

## Despedida dos Eucaliptos
No dia 26 de março de 1969, o Internacional realizava a sua última partida no Estádio dos Eucaliptos. No amistoso de despedida, o Colorado goleou o Rio Grande por 4 a 1, gols de Sérgio, Valdomiro, Gilson Porto e Marciano (descontando Motine para o Rio Grande). Nesta partida, o ex-jogador Tesourinha, então com 47 anos, voltou a jogar por alguns minutos com a camisa do Inter.

## Criação do Beira-Rio

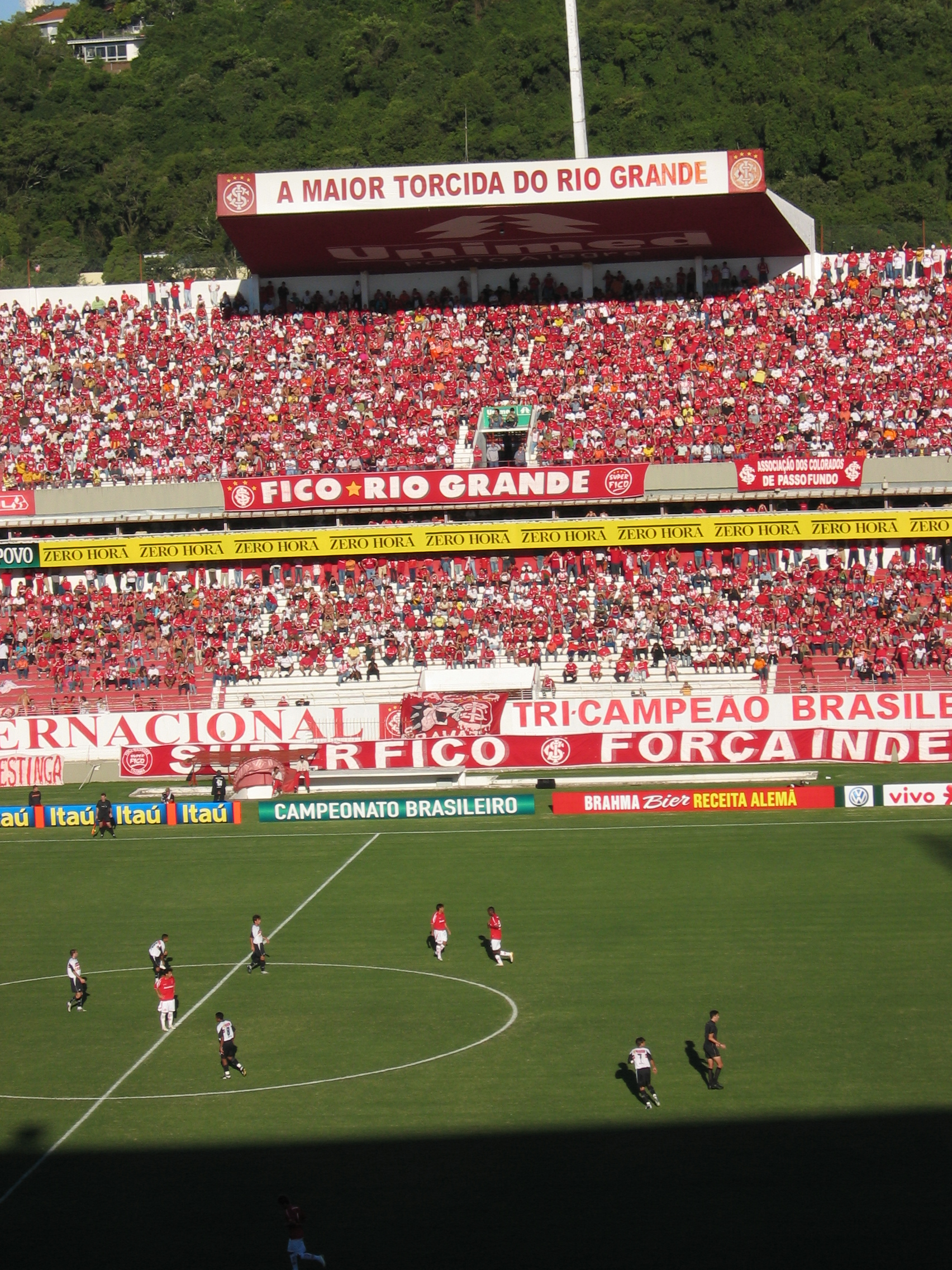
Estádio Beira-Rio.

A construção do Gigante da Beira-Rio, projeto do ilustre vereador colorado Ephraim Pinheiro Cabral, iniciou-se no dia 12 de setembro de 1956, quando foi doado o terreno onde seria construído o estádio. Na verdade, o terreno consistia de uma pequena porção das águas do Guaíba, pois o aterro só teve início em 1958. As primeiras estacas foram colocadas somente no ano de 1959.
Em 1965, as obras chegaram a parar e só continuaram com a ajuda do Banco da Província do Rio Grande do Sul. Em princípio, as obras foram lideradas pelo português José Pinheiro Borda, torcedor fanático do Internacional. Pinheiro Borda faleceu em 25 de abril de 1965 e não pode ver o seu sonho se concretizar.
Era uma época difícil para todos os colorados. O Inter perdeu muitas partidas nesse período, pois todo o dinheiro arrecadado era destinado à construção do estádio, sobrando muito pouco para investir nos jogadores. Para angariar recursos, foi criada a Campanha do Tijolo, com a venda de vales para financiar as obras. No entanto, a torcida se confundiu com o nome e passou a trazer material de construção para ajudar nas obras, além de trabalhar de graça para o Internacional, possibilitando assim a conclusão das obras.
Após anos de espera, o Estádio Gigante da Beira-Rio (oficialmente Estádio José Pinheiro Borda, em homenagem ao imigrante português que ajudou a construí-lo) era finalmente inaugurado no dia 6 de abril de 1969. Exatamente 60 anos e dois dias após a fundação do clube.
Na partida inaugural do Estádio Beira-Rio, o Internacional enfrentava o poderoso time do Benfica, campeão português e europeu. O Inter bateu o time português por 2 a 1, sendo que o primeiro gol da história do estádio foi marcado por Claudiomiro, aos 22 minutos de jogo, quando o relógio marcava 17h20min. Eusébio empatou a partida e Gilson Porto definiu a vitória colorada.

## Pioneirismo nacional
Na década de 1970, surgiu um dos maiores times da história do futebol brasileiro: o Internacional de Falcão, Figueroa, entre outros.
Em 1974, um feito histórico. O Internacional conquistava o Campeonato Gaúcho com uma campanha impressionante: 18 vitórias em 18 partidas. O Colorado disputou todo o campeonato sem conhecer outro resultado que não fosse vitória.
No ano seguinte, o Internacional seria o primeiro clube gaúcho a conquistar o Brasil. Após terminar sempre entre os cinco primeiros colocados nos anos anteriores, desde que o Campeonato Brasileiro fora criado, o Inter finalmente era campeão. O primeiro título foi obtido em uma partida emocionante, na vitória por 1 a 0 sobre o Cruzeiro, no Estádio Beira-Rio. O único gol da partida foi marcado pelo zagueiro chileno Figueroa. Este gol tornou-se conhecido como "gol iluminado", pelo fato de ter surgido um facho de luz do sol exatamente onde Figueroa subiu para cabecear a bola para o fundo da rede adversária.
Em 1976, o Internacional conseguia outra façanha inédita nos pampas. O Colorado conquistava o Octacampeonato Gaúcho (69 a 76), a maior série de títulos consecutivos de campeonatos estaduais no Rio Grande do Sul (e uma das maiores do Brasil), quebrando o recorde do rival, o qual havia alcançado a marca de sete títulos consecutivos em 1968. Em nível nacional, o Inter conquistou mais um título nacional, ao bater o Corinthians por 2 a 0 no Beira-Rio. Os gols foram marcados por Dario (que terminaria como artilheiro da competição, com 16 gols marcados) e Valdomiro.
No ano de 1979, o Internacional sagrou-se Campeão Brasileiro pela terceira vez. Desta vez, porém, de forma invicta. Na partida decisiva, no Beira-Rio, vitória colorada sobre o Vasco da Gama por 2 a 1 (gols de Jair e Falcão para o Inter, e Wilsinho descontando para o Vasco), depois de ter vencido o time carioca na primeira partida da final em pleno Maracanã pelo placar de 2 a 0 (dois gols de Chico Spina).
Em 1980, o Internacional alçaria voos mais altos. Não bastasse ter sido o primeiro time gaúcho a disputar a Taça Libertadores da América, em 1976, o Inter seria também o primeiro a chegar na final da competição sul-americana. O adversário da decisão era o Nacional de Montevidéu. Após um empate frustrante em zero a zero no Beira-Rio, o Inter perderia o título ao ser derrotado com um magro 1 a 0 no Uruguai, gol de Waldemar Victorino. Acredita-se que a venda de Falcão para a Roma tenha sido um fator decisivo para a perda do título da Libertadores.

## Tempos difíceis
Os anos 1980 foram períodos de poucos títulos para o Internacional. Mesmo assim, forneceu praticamente todo o time (9 dos 11 titulares) da Seleção Brasileira que disputou as Olimpíadas de 1984, alcançando uma inédita Medalha de Prata em Los Angeles. Destaque também para a conquista do Troféu Joan Gamper, em Barcelona, no qual o Internacional eliminou o poderoso Barcelona (que anos mais tarde viria a ser o adversário da maior conquista da história do clube) de Maradona calando mais de 100 mil pessoas no Camp Nou e vencendo o inglês Manchester City na final por 3 a 1. Obteve um Tetracampeonato Gaúcho (de 1981 a 1984). No cenário nacional, o clube conquistou o Torneio Heleno Nunes em 1984, sofrendo apenas uma derrota em nove jogos, ficando dois pontos à frente do vice-campeão Bahia. Também chegou a duas finais consecutivas do Campeonato Brasileiro (1987 e 1988).
O clube passou por graves crises na década de 1990. O ano de 1992 fora uma exceção: o Colorado conquistava o inédito título da Copa do Brasil. A final dramática no Beira-Rio foi contra o Fluminense. O Inter venceu a partida com um gol de pênalti ocorrido aos 42 minutos do segundo tempo, convertido pelo zagueiro Célio Silva. Nessa década, o Internacional ainda obteve quatro títulos gaúchos (1991, 1992, 1994 e 1997). Após boa campanha no Campeonato Brasileiro de 1997, no qual terminou na terceira colocação, o Internacional viveria um dos piores momentos de sua história em 1999, quando esteve ameaçado de ser rebaixado para a Segunda Divisão nacional. O Colorado escapou do rebaixamento apenas na última partida do Campeonato Brasileiro daquele ano, com um gol do ídolo Dunga sobre o Palmeiras de Luiz Felipe Scolari, no Beira-Rio, garantindo a permanência do clube gaúcho entre as principais equipes do futebol brasileiro.
O Internacional manteve-se durante 24 anos seguidos (1975-1998) em primeiro lugar no Ranking de Pontos do Campeonato Brasileiro de Futebol.

## Tríplice Coroa

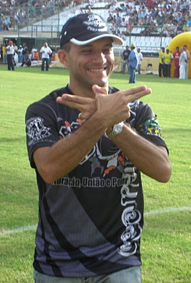
Iarley recebeu a braçadeira de capitão de Fernandão, logo após este ser substituído por Adriano Gabiru, na final da Copa do Mundo de Clubes da FIFA. Teve também participação direta no gol do título.

O Sport Club Internacional, conhecido como Celeiro de Ases por ser um dos principais formadores de craques do Brasil, resolveu apostar em sua categoria de base para uma nova era de conquistas, neste início de Século XXI. O clube revelou grandes jogadores ao futebol brasileiro e mundial nos últimos anos, como Lucio, Fábio Rochemback, Daniel Carvalho, Nilmar, Rafael Sóbis e Alexandre Pato.
Após uma nova ameaça de rebaixamento em 2002, novamente livrando-se da queda apenas na última partida (desta vez fora de casa, contra o Paysandu, em Belém), o Internacional recuperou a hegemonia do futebol gaúcho, com a conquista de quatro estaduais consecutivos (2002, 2003, 2004 e 2005).
Sob o comando do presidente Fernando Carvalho, o Inter voltou a disputar competiçőes sul-americanas, depois de um longo tempo afastado do cenário internacional. Na Copa Sul-Americana, o Colorado fez boas campanhas. Em 2004, chegou nas semifinais, sendo derrotado pelo Boca Juniors da Argentina e, em 2005, após passar por São Paulo e Rosario Central (o clube argentino ostentava uma invencibilidade de 40 partidas contra equipes estrangeiras em casa, até ser derrotado pelo Internacional em seu estádio), o Inter cairia novamente diante do Boca Juniors. A experiência adquirida na Copa Sul-Americana serviu para que os jogadores, em sua maioria mantidos, pudessem encarar um desafio ainda maior: a Copa Libertadores da América.
A vaga para a principal competição sul-americana seria alcançada em 2005, ano que jamais será esquecido pela torcida colorada, que viu o título do Campeonato Brasileiro ser tirado do Internacional através de uma manobra extrajudicial, na qual o Corinthians foi o maior beneficiado. Dentro de campo, o Internacional fez mais pontos que seu adversário. Porém, um escândalo envolvendo manipulação de resultados abriu uma brecha para que o Corinthians disputasse novamente duas partidas das quais havia perdido. Não bastando isso, no confronto direto entre as duas equipes do dia 20 de novembro, no Estádio do Pacaembu, o árbitro Márcio Rezende de Freitas errou ao não marcar um pênalti claro sofrido por Tinga e, não satisfeito, expulsou o jogador colorado, que era um dos melhores da partida, quando o jogo estava empatado em 1 a 1, resultado que se manteve até o final. Duas semanas depois, o clube paulista acabou ficando com o título, com apenas três pontos de vantagem sobre o Internacional, vice-campeão.
A compensação colorada viria no histórico ano de 2006, o ano do Internacional. Depois de perder o Campeonato Gaúcho para o maior rival, o Inter finalmente conquistaria um grande título internacional. Treinado por Abel Braga, o time colorado sagrou-se campeão da Copa Libertadores, no dia 16 de agosto de 2006. Mais de 57 mil torcedores lotaram o Beira-Rio para assistirem ao emocionante empate em 2 a 2 contra o São Paulo (campeão mundial em 2005), colocando assim o clube colorado na galeria dos campeőes da Libertadores. Os gols do Inter foram marcados por Fernandão e Tinga, enquanto Lenílson e Fabão fizeram os gols do time adversário. O Inter jogou desde os 27 minutos do segundo tempo com um jogador a menos, após a expulsão de Tinga. No primeiro duelo das finais, no Morumbi, o Internacional havia vencido por 2 a 1, numa grande atuação de Rafael Sóbis, que marcou duas vezes.
Com a vaga garantida na Copa do Mundo de Clubes da FIFA, o Inter manteve a boa fase no Campeonato Brasileiro. Mesmo tendo utilizado o time reserva em boa parte da competição, o grupo colorado conseguiu terminar na vice-liderança. Mais um feito inédito na história do futebol brasileiro, pois nunca um clube do Brasil que conquistou a Libertadores havia terminado entre os dois primeiros colocados do Campeonato Brasileiro do mesmo ano. O melhor resultado de até então era o quarto lugar obtido pelo São Paulo, no campeonato de 1993.

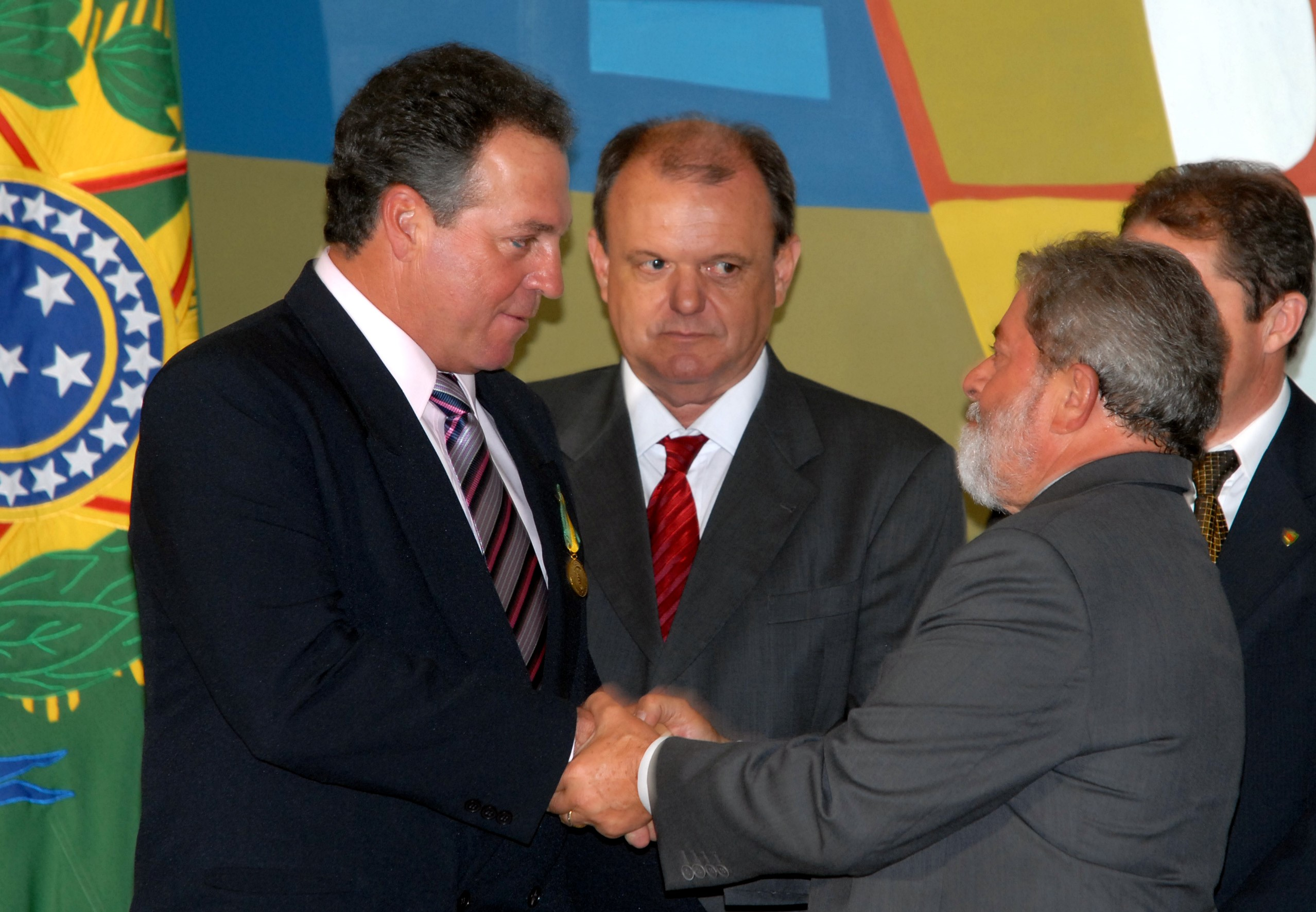
Abel cumprimentado pelo presidente Lula numa cerimômia de entrega de medalhas pela Copa do Mundo de Clubes.

O dia 17 de dezembro ficará marcado na memória de todos os colorados como aquele em que o Inter viveu a maior glória de sua quase centenária existência. Nesta data, o Internacional sagrou-se campeão da Copa do Mundo de Clubes da FIFA, ao novamente enfrentar e vencer, em Yokohama (Japão), o Barcelona. O clube espanhol era considerado favorito por grande parte da imprensa mundial, vinha de uma goleada na partida anterior e ainda contava com Ronaldinho Gaúcho (duas vezes eleito o melhor jogador do mundo) no elenco, enquanto o Internacional teve dificuldades para vencer o egípcio Al-Ahly por 2x1, com gols de Alexandre Pato e Luiz Adriano. Porém, o Internacional levou a melhor, vencendo a partida por 1 a 0. O gol foi marcado por Adriano Gabiru, jogador contestado pela torcida, que saiu da reserva para fazer o gol mais importante da história do Clube. Na chegada à Porto Alegre, o time colorado foi recepcionado por milhares de torcedores, do aeroporto até o trajeto ao Beira-Rio, que se encontrava lotado para recepcionar os campeões.
Em meio a tantas vitórias, o Internacional teve um mau início de temporada em 2007. Porém, para fechar com chave de ouro este ciclo vitorioso, no dia 7 de junho de 2007 o Inter conquista a Recopa Sul-Americana diante do Pachuca do México. No primeiro jogo, no estádio Hidalgo, a equipe não teve uma boa atuação e foi derrotada por 2x1. Alexandre Pato abriu o placar, mas Gimenez, com dois gols, virou para o time mexicano. Na segunda partida, apoiado por mais de 51 mil torcedores que lotaram o Beira-Rio, o Inter venceu o adversário pelo placar de 4x0 - a maior goleada da história da competição. Alex, de pênalti, Pinga, Alexandre Pato e Mosquera (contra) marcaram os gols. Depois de erguer as taças da Libertadores e da Copa do Mundo de Clubes da FIFA em 2006, o Inter vencia a Recopa e garantia a inédita Tríplice Coroa Internacional.

## Grande Campeão

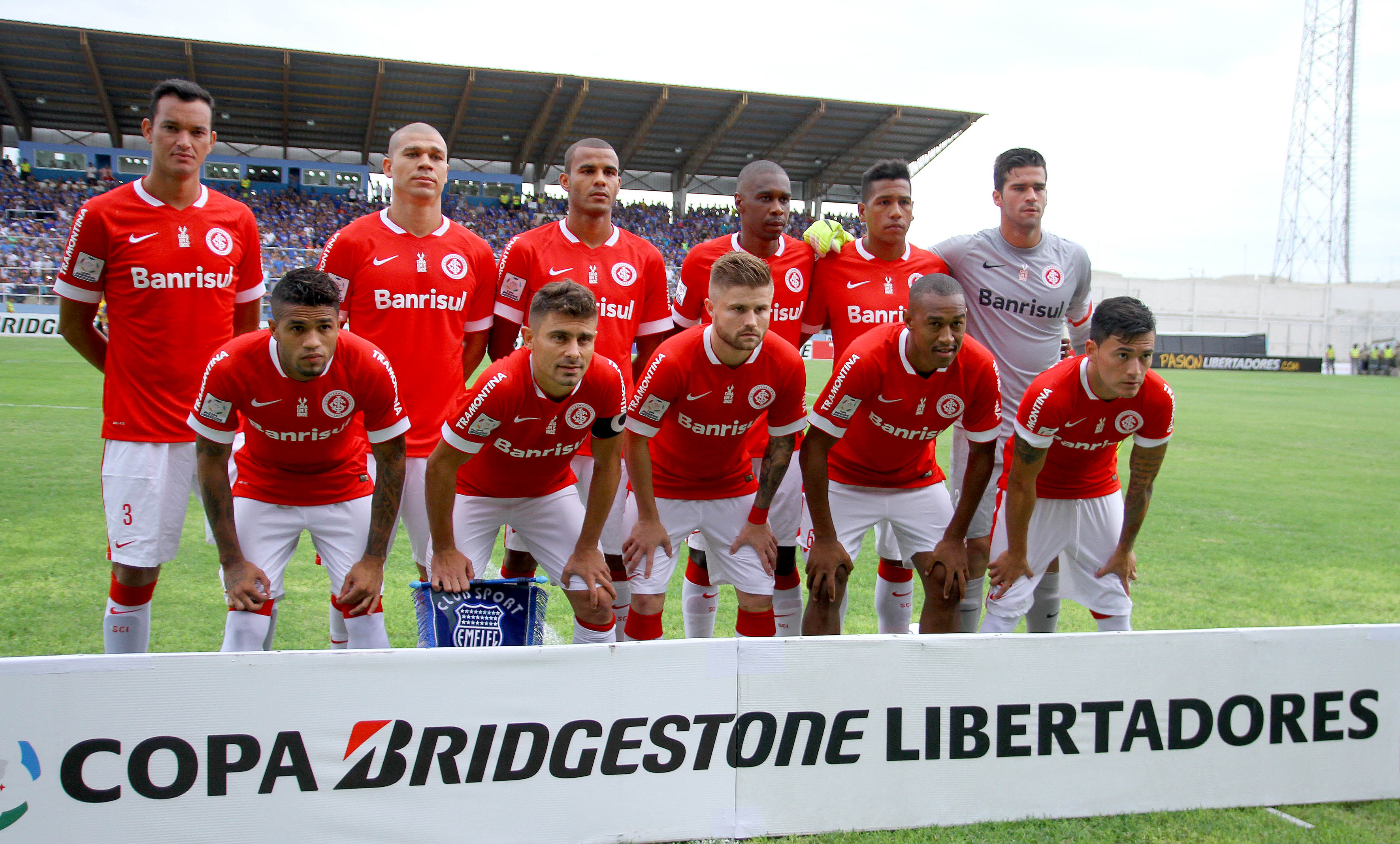
Time titular do Internacional contra Emelec pela Copa Libertadores de 2015. Na foto: Alisson; Ernando, Juan e Réver; Léo, Nico Freitas, Nilton, Aránguiz, Alex e Fabrício; Eduardo Sasha.

No começo do ano de 2008, o Internacional participou da Copa Dubai, nos Emirados Árabes. Em sua partida de estreia, o clube venceu o Stuttgart, da Alemanha, por 1 a 0 (gol de Alex) e classificou-se para as finais da competição. Na decisão, o Colorado derrotou a forte equipe italiana da Internazionale de Milão por 2 a 1 (gols de Fernandão e Nilmar) e conquistou o título.
No mesmo ano, o clube foi campeão do Campeonato Gaúcho, após dois anos sem conquistar a competição. Na primeira partida da decisão, o Colorado foi derrotado pelo Juventude por 1 a 0, em Caxias do Sul. Na partida decisiva, no Beira-Rio, um placar histórico: 8 a 1 para o Internacional, com três gols de Fernandão e os demais assinalados por Danny Morais, Alex, Nilmar, Índio e até mesmo pelo goleiro Clemer (de pênalti, no final do jogo). A vitória rendeu ao clube o 38° título e consolidou o Internacional como o maior vencedor da história do Campeonato Gaúcho.
No fim do ano, o Inter ainda obteve um título inédito para o futebol nacional: a Copa Sul-Americana de 2008, da qual fora campeão invicto, com 5 vitórias e 5 empates. Foi o quarto título internacional oficial do clube: Libertadores, Mundial, Recopa e agora, Sul-Americana, este último nenhum clube brasileiro havia conquistado.
Em 2009, ano do centenário do clube, o Internacional conquistou o bi do Campeonato Gaúcho (novamente com goleada de 8 a 1 na final, desta vez contra o Caxias) e a Levain Cup/CONMEBOL, disputada entre os campeões da Sul-Americana e da Liga Japonesa do ano anterior. Ainda em 2009, o Internacional foi vice-campeão da Recopa Sul-Americana (perdendo para a LDU de Quito), vice-campeão da Copa do Brasil (perdendo a final para o 
Corinthians de Ronaldo) e vice do Campeonato Brasileiro, perdendo o título para o Flamengo. Na última rodada do Brasileiro, ocorreu um fato curioso: o adversário do Flamengo era o Grêmio, maior rival do Internacional. Se o Flamengo não vencesse, o Internacional seria o campeão. Por isso, muitos torcedores colorados torceram para o Grêmio na última rodada. E muitos torcedores gremistas pediram para que o time entregasse o jogo, afim de prejudicar o Internacional. O Flamengo venceu o Grêmio por 2 a 1 e ficou com o título. 

## 2010-presente
Em 2010, o Internacional foi vice-campeão do Campeonato Gaúcho ao perder a final para o 
Grêmio. Mas, meses depois, o clube colorado conquistou o bi da Libertadores ao derrotar o Chivas, do México. Com o título, a equipe gaúcha se classificou para a Copa do Mundo de Clubes da FIFA de 2010. Mas, logo na estreia, o Internacional foi surpreendentemente derrotado por 2 a 0 pelo TP Mazembe da República Democrática do Congo e deu adeus ao sonho do segundo título Mundial. Essa foi a primeira vez que um clube sul-americano não chegou à final do Mundial de Clubes da FIFA. Como consolo, o time gaúcho ficaria com o terceiro lugar no Mundial. 
Em 2011, treinado pelo ex-jogador e ídolo do clube Paulo Roberto Falcão, o Internacional foi campeão do Campeonato Gaúcho ao vencer o Grêmio nos pênaltis. Em 2012, mais um título estadual. Em 2013, o tricampeonato, desta vez com o time sendo treinado por outro ídolo colorado, Dunga. Em 2014 e 2015, o Internacional continuaria sendo campeão estadual. 

### Rebaixamento e Retorno
Em 2016, o clube venceu pela sexta vez seguida o Campeonato Gaúcho e também foi campeão, pela primeira vez, da Recopa Gaúcha. O Inter B conquistou a Super Copa Gaúcha e o Campeonato da Região Sul-Fronteira. No entanto, no âmbito nacional não conseguiu o mesmo sucesso que conseguiu nas competições estaduais e acabou sendo rebaixado da Série A do Campeonato Brasileiro pela primeira vez na sua história ao empatar com o Fluminense por 1 a 1 na última rodada, numa partida que o time gaúcho precisava vencer para evitar a queda. O Internacional, rebaixado, terminou a competição em 17º lugar. Após o rebaixamento, o clube gaúcho passou por uma reformulação de jogadores. Em 2017, contando com o apoio de seu torcedor, o time conquista dentro de campo o acesso antecipado com duas rodadas de antecedência para a Série A em 2018, tendo terminado a temporada com a segunda colocação na Série B. Um dos destaques do time gaúcho na campanha que garantiu o retorno a Série A foi o meia Andrés D'Alessandro.

### Vices Nacionais
Em 2019, o Internacional fez boa participação na Copa do Brasil, tendo eliminado grandes equipes como Palmeiras e Cruzeiro, mas perdeu a final para o Athletico Paranaense.
Em 2020, o Internacional disputou o título do Campeonato Brasileiro com o Flamengo. Na penúltima rodada, as duas equipes se enfrentaram no estádio do Maracanã, no Rio de Janeiro. Se o Internacional vencesse, seria campeão por antecipação. Mas o time perdeu por 2 a 1, de virada e foi ultrapassado pelo rubro-negro na tabela. Na última rodada, o Flamengo perdeu para o São Paulo. Com isso, o Internacional seria campeão se vencesse o Corinthians no Beira-Rio. Mas, jogando em casa, o time gaúcho não conseguiu sair do empate sem gols contra a equipe paulista e ficou com o vice-campeonato.

### 2025: campeão estadual
Em 2025, após um longo período de oito anos em que não conquistou títulos, disputou pela primeira vez a Série B do Campeonato Brasileiro e viu o rival Grêmio se destacar no cenário internacional, o Internacional voltou a ser campeão. A equipe conquistou o Campeonato Gaúcho ao derrotar o maior rival, o Grêmio, por 2 a 0 no primeiro jogo e empatar em 1 a 1 no segundo. O time colorado teve Roger Machado como técnico e alguns destaques como o atacante Enner Valencia.